# كاتسويا أونيزوكا
كاتسويا أونيزوكا (باليابانية: 鬼塚勝也) هو ملاكم محترف ياباني يصنف ضمن فئة وزن الذبابة. حقق بطولة رابطة الملاكمة العالمية.

## إحصائيات
خاض خلال مسيرته 25 نزالا، فاز في 24 ولم يتعادل وخسر في 1. فاز بالضربة القاضية في 17 نزالا.

## وصلات خارجية
- كاتسويا أونيزوكا على موقع بوكس ريك (الإنجليزية) (registration required)

- الموقع الرسمي